# Cavalos de Diomedes

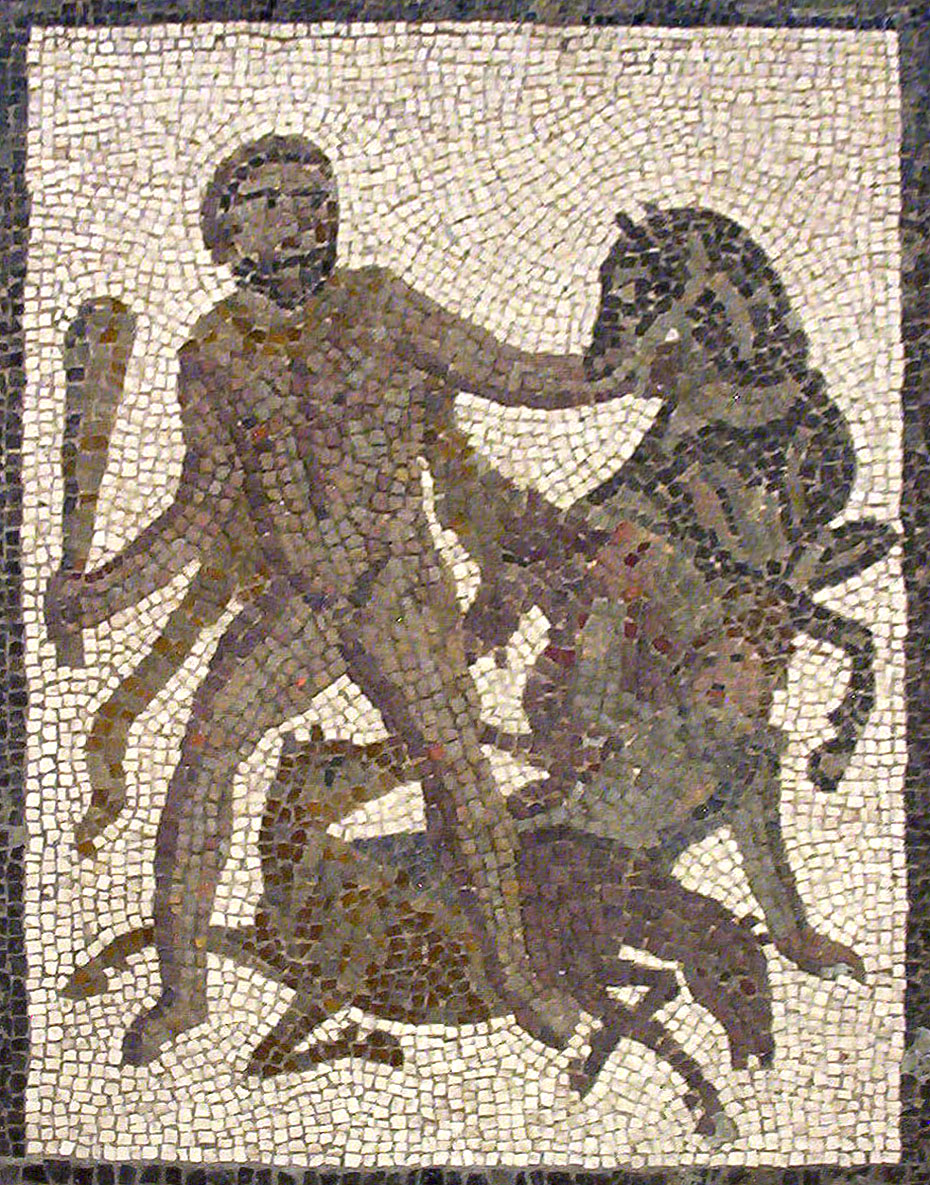
Trabalhos de Hércules
Mosaico romano, século III

Os Cavalos de Diomedes, na mitologia grega, semeavam o terror e viviam atados por correntes de ferro aos seus bebedouros de bronze. Seu dono, Diómedes, alimentava-os com carne humana. Diómedes era o rei dos Bistones, uma raça guerreira, e era filho de Ares e Cirene.
Eles eram Podargo ou o "Pé brilhante", Lâmpon ou o "Resplendor", Xanto ou o "Amarelo" e Deino ou o "Terrível".
Héracles no seu 8º trabalho foi encarregado de capturar os quatro cavalos de Diómedes e levá-los para Micenas, o que fez com a valentia, a força e o talento que o caracterizavam. Navegou à Trácia com um grupo de voluntários e soltou os cavalos, porém quando os Bistones vieram recuperar os cavalos, ele entregou os cavalos à guarda de Abdero, filho de Hermes, que foi morto pelos cavalos. Héracles derrotou os Bistones, matou Diómedes e fez os demais fugirem. No local onde Abdero morreu, ele fundou a cidade de Abdera. Héracles finalmente levou os cavalos para Euristeu, mas ele deixou os cavalos livres, e eles foram até o monte Olimpo, onde foram mortos por bestas selvagens.
Em outra versão, Hércules foi à Trácia sozinho, apresentou-se diante de Diómedes, a quem matou com a sua famosa maça, e arrastou o seu corpo inerte até à margem de um grande lago artificial que ele mesmo tinha construído, fazendo um túnel entre as terras baixas e o mar e entregou-o aos quatro cavalos selvagens e carnívoros que, entretanto tinha libertado e instalado sobre um outeiro rodeado pelas águas do lago. Uma vez alimentados com a carne de Diómedes, rei da Trácia, os cavalos, cuja voracidade se tinha acalmado, puderam ser capturados docilmente por Hércules, que cumpriu assim vitoriosamente o seu oitavo trabalho.